# Копиш, Август
Август Копиш (нем. August Kopisch; 26 мая 1799, Бреслау, — 6 февраля 1853, Берлин) — немецкий поэт и живописец.

## Биография

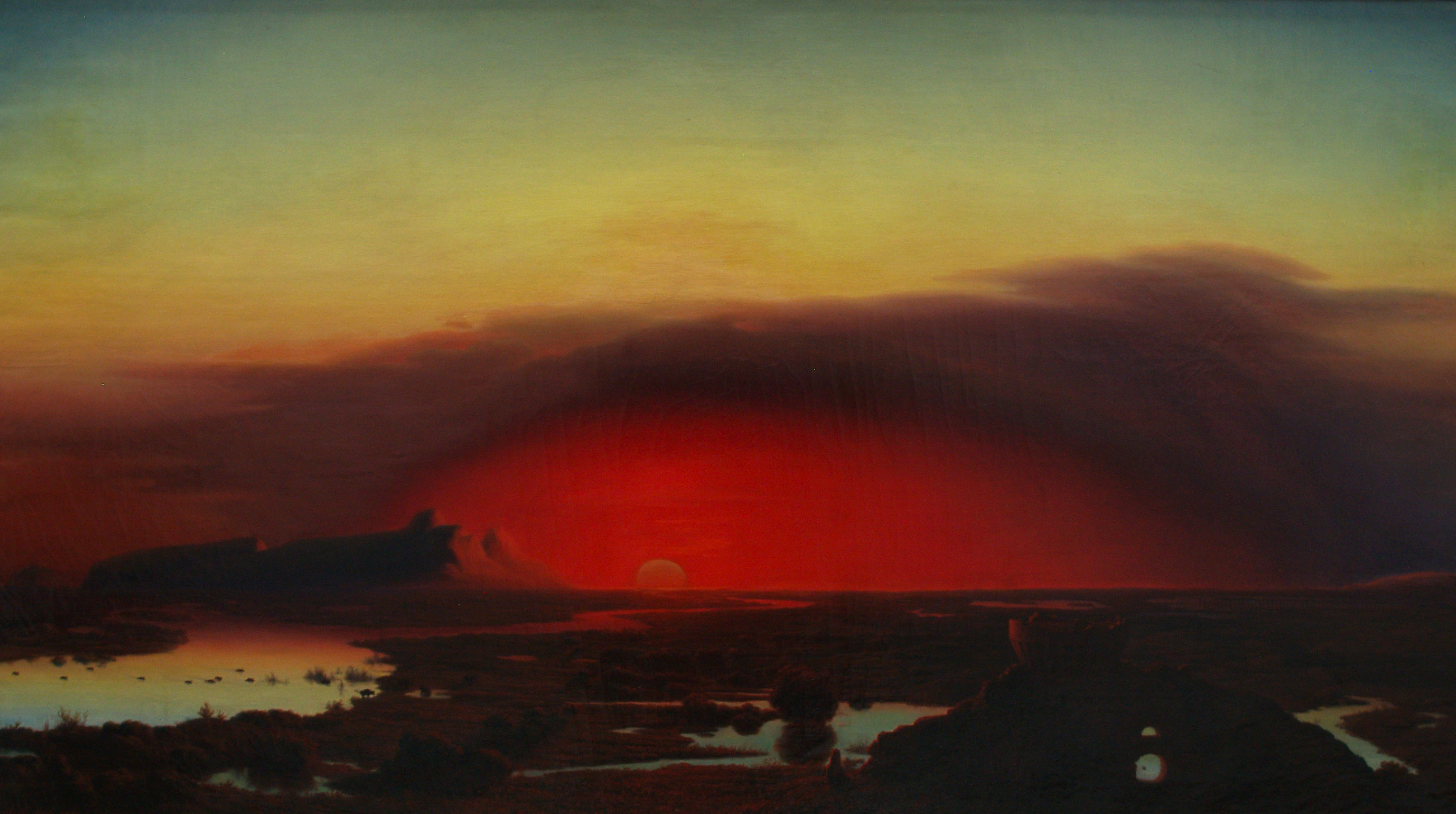
Август Копиш: Закат на Понтийском болоте (1848)

Август Копиш родился в Бреслау (ныне Вроцлав, Польша). В 1815 году он начал изучать живопись в Пражской академии искусств, но из-за травмы руки не смог проявить себя как художник, после чего посвятил себя литературе. Некоторое время жил в Дрездене и Вене, после чего в 1822 году отправился в Италию. В Неаполе Копиш стал близким другом поэта Августа фон Платена; вместе с немецким художником Эрнстом Фрисом Копиш обнаружил на северном берегу острова Капри знаменитый «Голубой грот», который благодаря описанию Копиша стал одной из популярнейших достопримечательностей для туристов и фактически эмблемой острова.
В 1828 году Копиш поселился в Берлине, где получил от короля Пруссии Фридриха Вильгельма IV пенсию, а в 1838 году — звание профессора.
В 1847 году Копиш переехал в Потсдам, где по поручению короля Фридриха Вильгельма составил «Die Schlösser und Gärten zu Potsdam» (Б., 1854).
Среди стихотворений Копиша («Gedichte», Б., 1836; «Allerlei Geists», Б., 1848) особенно удачны его остроумные, веселые, шаловливо-сказочные баллады. Большой популярностью пользовались «Historie von Noah» («История о Ное» — перевод М. Л. Михайлова), «Die Heinzelmännchen», «Das Grüne Tier», «Der Schneiderjunge von Krippstedt» и др. Carl Bötticher издал его «Gesammelte Werke» (Б., 1856).
Копиш умер 6 февраля 1853 года в Берлине.